# 細身飛魚
細身飛魚（学名：Hirundichthys speculiger），又名文鰩魚、飛烏，为飛魚科文鰩魚屬下的一个种。